# ساکوله
ساکوله (به صربی: Sakule) یک منطقهٔ مسکونی در صربستان است که در Opovo Municipality واقع شده‌است. ساکوله ۲٬۰۴۸ نفر جمعیت دارد و ۶۹ متر بالاتر از سطح دریا واقع شده‌است.